# Robert C. Allen

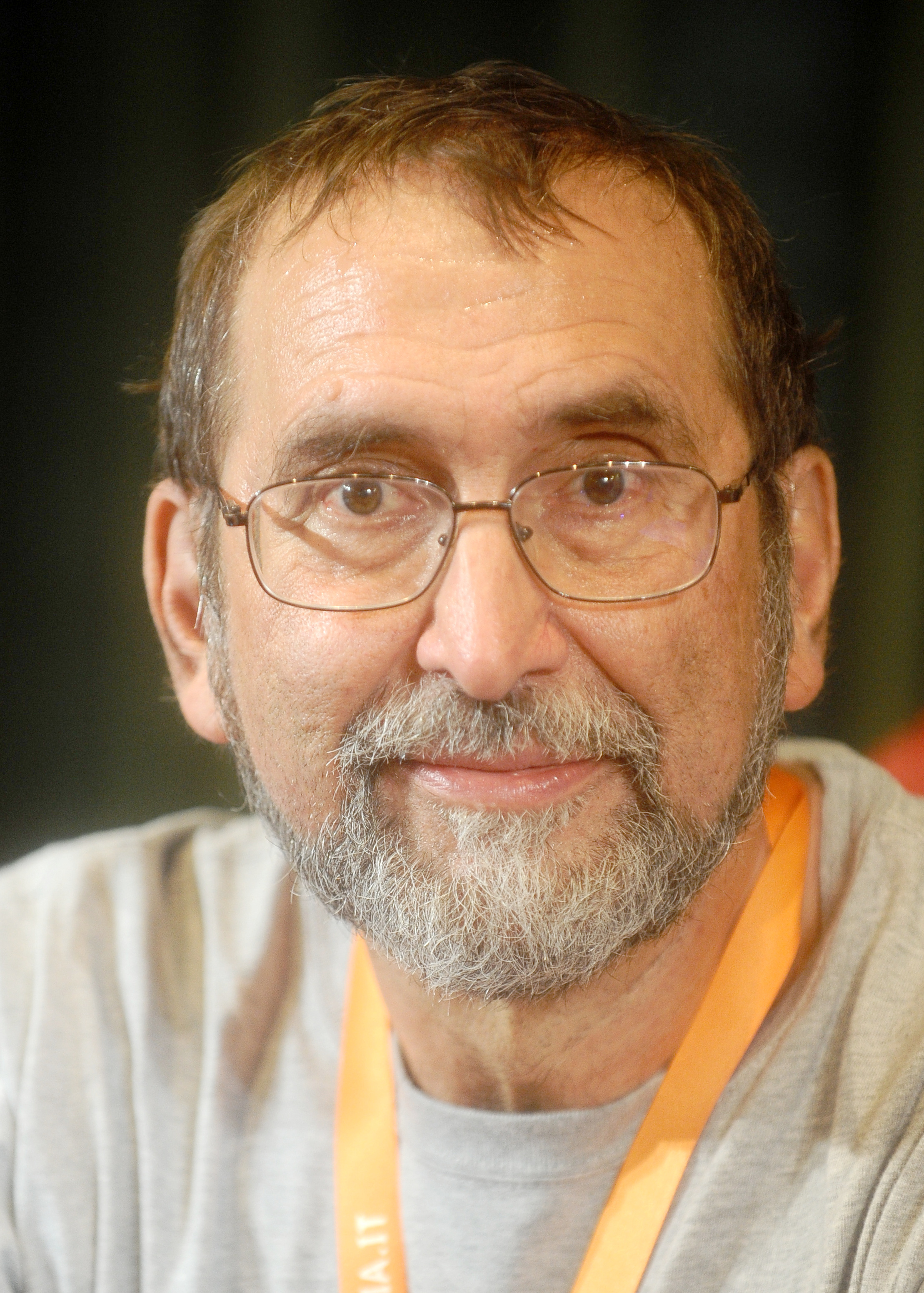
Bob Allen (2018)

Robert Carson Allen (* 10. Januar 1947 in Salem, Massachusett) ist ein Historiker und Hochschullehrer mit kanadischer, US-amerikanischer und britischer Staatsbürgerschaft. Er ist Professor für Wirtschaftsgeschichte an der University of Oxford und emeritierter Fellow am Nuffield College. Seine Forschungsinteressen umfassen u. a. die Geschichte des Wirtschaftswachstums sowie der Ungleichheit, den technologischen Wandel, Public Policy, sowie die Umweltgeschichte und Agrargeschichte.

## Akademischer Werdegang
Allen machte seinen Bachelor-Abschluss 1969 am Carleton College in Minnesota. Anschließend wechselte er an die Harvard University, wo er 1972 den M.A. und 1975 sein Ph.D. erwarb. 1973 wurde er Assistant Professor, wobei er zunächst am Hamilton College lehrte und ab 1975 an der University of British Columbia. Dort war er von 1985 bis 2000 ordentlicher Professor. Seit 2000 ist er an der Universität in Oxford tätig, 2002 wurde er dort Professor für Wirtschaftsgeschichte.
Für seine Arbeiten erhielt er mehrerer Preise, so wurde er u. a. für seine Bücher Enclosure and the Yeoman: The Agricultural Development of the South Midlands, 1450-1850 und Farm to Factory: A Re-interpretation of the Soviet Industrial Revolution mit dem Ranki-Preis der Economic History Association geehrt. Er vertritt darin die These, dass das Wirtschaftsmodell der Sowjetunion unter Einbeziehung sozioökologischer Faktoren entgegen dominierender Ansichten bis in die 1970er Jahre bemerkenswert erfolgreich war und später lediglich aufgrund der immensen Ausgaben für Rüstung stagnierte. Seine 2009 erschienene Monographie The British Industrial Revolution in Global Perspective wurde vom Economist und dem Times Literary Supplement als Buch des Jahres ausgezeichnet. 2003 wurde Allen in die British Academy aufgenommen.

## Werke (Auswahl)
- Enclosure and the Yeoman: The Agricultural Development of the South Midlands, 1450-1850, Clarendon Press, Oxford 1992, ISBN 0-19-828296-6
- Farm to Factory: A Reassessment of the Soviet Industrial Revolution, Princeton University Press, Princeton 2003, ISBN 978-0-691-14431-3
- The British Industrial Revolution in Global Perspective, Cambridge University Press, Cambridge 2009, ISBN 978-0-521-86827-3
- Global Economic History: A Very Short Introduction, Oxford University Press, Oxford 2011, ISBN  978-0-19-959665-2
  - deutsch: Geschichte der Weltwirtschaft, übersetzt von Reiner Buchegger, Reclam, Stuttgart 2015, ISBN 978-3-15-019171-2